# Brigitte Litfin
Brigitte Litfin geb. Ballhaus (* 25. April 1954 in Hildesheim; † 24. April 2006 ebenda) war eine deutsche Politikerin (Bündnis 90/Die Grünen).

## Beruf und Familie
Litfin machte nach dem Besuch der Kath. Volksschule in Hildesheim-Drispenstedt eine Ausbildung zur Justizfachangestellten und war anschließend beim Amtsgericht Hildesheim tätig. Bis 1994 war sie Ehrenamtliche Richterin am Oberverwaltungsgericht (OVG) in Lüneburg. Die in Hildesheim lebende Brigitte Litfin war geschieden und Mutter von zwei Kindern.

## Politik
Litfin war seit 1985 Mitglied von Bündnis 90/Die Grünen; von 1990 bis 1994 war sie Hildesheimer Kreisgeschäftsführerin. Seit 1986 war sie Ratsmitglied in Hildesheim und von 1991 bis 1994 Vorsitzende des Finanzausschusses, zudem Vorsitzende der Fraktion Grüne/Freie Frauenliste.
1994 wurde Litfin Abgeordnete in der 13. Wahlperiode des Niedersächsischen Landtags. Von 1996 bis zu ihrem Ausscheiden aus dem Parlament 2003 war sie Vizepräsidentin des Landtags.
Litfin war in der Aidshilfe in Niedersachsen sowie für behinderte Kinder und Jugendliche engagiert. Auch in der Bildungspolitik war sie sehr aktiv.